# Haploblepharus edwardsii
Haploblepharus edwardsii är en hajart som först beskrevs av Schinz 1822.  Haploblepharus edwardsii ingår i släktet Haploblepharus och familjen rödhajar. IUCN kategoriserar arten globalt som nära hotad. Inga underarter finns listade i Catalogue of Life.